# Karl Schrott
Karl Schrott (ur. 9 stycznia 1953 w Zams) – austriacki saneczkarz, brązowy medalista igrzysk olimpijskich.

## Kariera
Największy sukces w karierze osiągnął w styczniu 1980 roku, kiedy w parze z Georgiem Fluckingerem zdobył brązowy medal w dwójkach podczas igrzysk olimpijskich w Lake Placid. Był to jednak jego jedyny występ olimpijski oraz jedyny medal wywalczony na międzynarodowej imprezie tej rangi. Nigdy nie zdobył medalu mistrzostw świata ani mistrzostw Europy. Ponadto w sezonach 1978/1979 i 1979/1980 zajmował drugie miejsce w klasyfikacji generalnej Pucharu Świata w dwójkach.